# San Leonardo de Yagüe
San Leonardo de Yagüe es un municipio y villa española de la provincia de Soria, en la comunidad autónoma de Castilla y León. Forma parte del partido judicial de El Burgo de Osma y se encuentra en la comarca de Pinares. Hasta 1952 era conocido simplemente como «San Leonardo», pero cambió su nombre tras la muerte del general franquista Juan Yagüe, natural del lugar. Tras la aprobación de la Ley de Memoria Democrática del 20 de octubre de 2022, está pendiente de aprobar por el pleno de Ayuntamiento el cambio al nombre inicial de San Leonardo. Dicha ley obliga a los municipios que contienen nombres de franquistas a la retirada de éstos.

## Geografía

### Situación
Integrado en la comarca de Pinares, se sitúa a 54 kilómetros de Soria, capital de su provincia. El municipio de San Leonardo comprende también la localidad de Arganza.
El término municipal está atravesado por la carretera nacional N-234, entre los pK 401 y 408, por las carreteras provinciales SO-920 (San Leonardo de Yagüe-El Burgo de Osma) y SO-934 (San Leonardo de Yagüe-Peñaranda de Duero), y por una carretera local que permite la comunicación con Palacios de la Sierra. 
El relieve del municipio es predominantemente montañoso y boscoso, con numerosos arroyos, además del río Arganza. Las montañas más destacadas son el Navajo (1222 metros), cerca del pueblo, y cerro Guijarro (1274 metros), al norte, en el límite con la provincia de Burgos.  El río Lobos hace de límite con Santa María de las Hoyas. Parte del término municipal está incluido en el parque natural del Cañón del Río Lobos.
La altitud oscila entre los 1324 metros en el extremo norte, en la sierra de la Umbría, y los 1000 metros en el mismo cañón del Río Lobos. El pueblo se alza a 1033 metros sobre el nivel del mar. 
| Noroeste: Hontoria del Pinar (Burgos) | Norte: Comunidad de Vilviestre del Pinar y Palacios de la Sierra (Burgos) y Vilviestre del Pinar (Burgos) | Nordeste: Casarejos |
| Oeste: Hontoria del Pinar (Burgos)    | | Este: Casarejos     |
| Suroeste: Santa María de las Hoyas    | Sur: Santa María de las Hoyas y Casarejos                                                                 | Sureste: Casarejos  |

## Medio ambiente
En su término e incluidos en la Red Natura 2000 están los siguientes lugares:
- Lugar de Interés Comunitario Cañón del Río Lobos, que ocupa 2116 hectáreas, el 35 % de su término municipal.[1]
- Zona Especial Protección de Aves denominada Cañón del Río Lobos que ocupa 1080 hectáreas, el 11% de su término municipal.[2]

## Historia
Se desconoce la fecha exacta de fundación del pueblo, pero se supone que sería en algún momento de los siglos X-XI.
El documento más antiguo donde se cita el pueblo es de 1173, en una carta privilegio de Alfonso VIII.
En 1570, ciertos vecinos y moradores de San Leonardo y Navaleno acordaron por escrito el 17 de marzo con el abad de La Vid, suministrarle antes del "día de Pascua del Espíritu Santo" (Pentecostés) veinticuatro vigas de pino.
La localidad se dedicó a la carretería y formó parte de la junta y hermandad Burgos-Soria de la Real Cabaña de Carreteros.
En el censo de 1789, ordenado por el conde de Floridablanca, figuraba como villa cabecera del concejo de San Leonardo del partido de Tierra de Roa en la Intendencia de Burgos, con jurisdicción de señorío y bajo la autoridad del alcalde ordinario, nombrado por el conde de Siruela. Contaba entonces con 498 habitantes.
A la caída del Antiguo Régimen la localidad se constituye en municipio constitucional, conocido entonces como San Leonardo de Arganza, en la región de Castilla la Vieja que en el censo de 1842 contaba con 150 hogares y 546 vecinos.

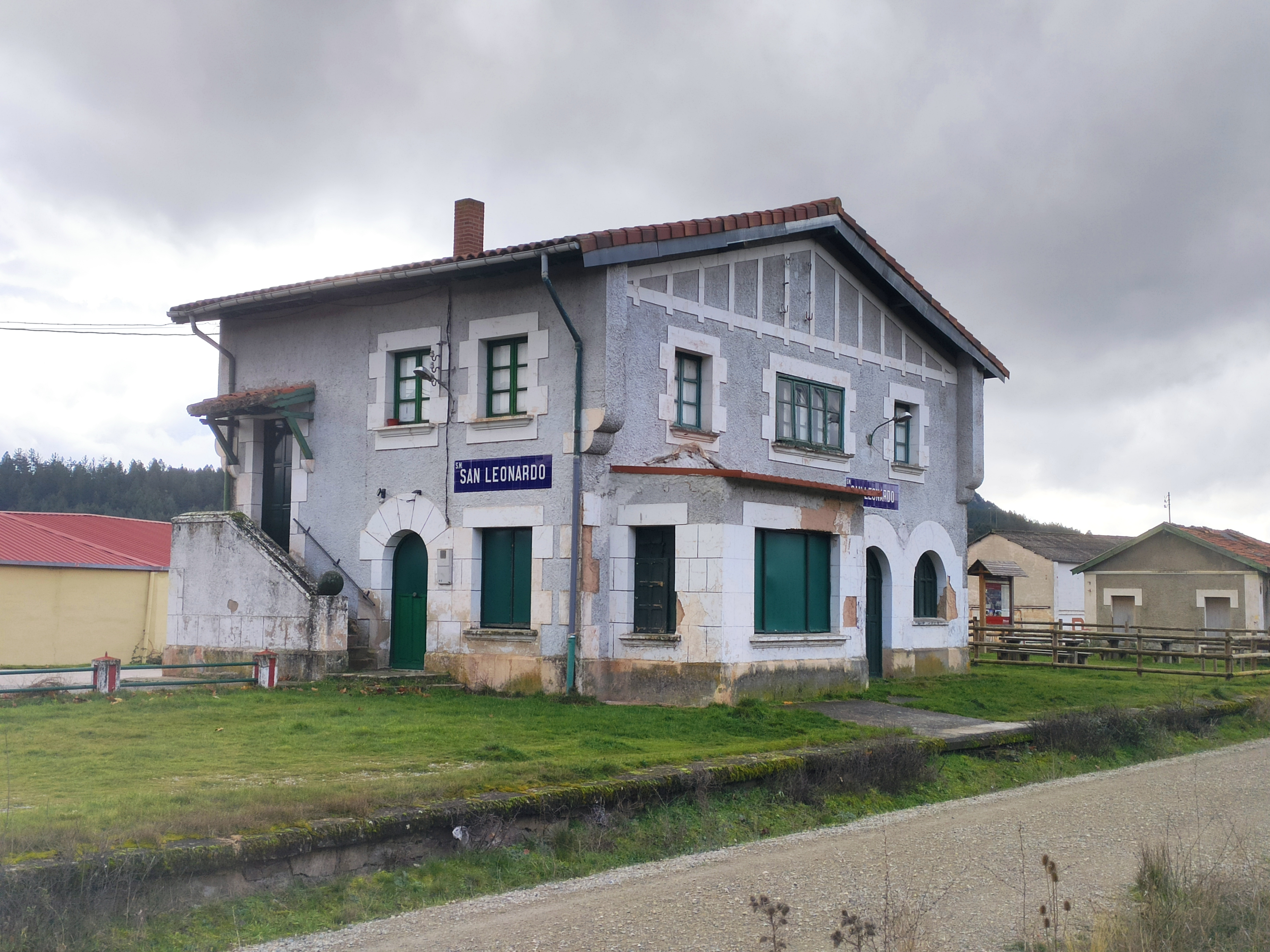
Antigua estación del Ferrocarril Santander-Mediterráneo.

En la década de 1920 el ferrocarril llegó al municipio con la inauguración, en 1929, del tramo Soria-Cabezón de la Sierra de la línea férrea que buscaba unir Santander con el Mediterráneo. San Leonardo contó con su propia estación, que permitía la conexión por tren con Soria o Burgos. Sin embargo, el proyecto ferroviario nunca llegó a completarse y en enero de 1985 el trazado fue clausurado al tráfico por falta de rentabilidad económica.
Lugar natal del general y falangista Juan Yagüe, tras la muerte de este a la población le fue cambiado su nombre tradicional (San Leonardo) por el actual de San Leonardo de Yagüe.
En plena guerra civil, se celebró el 1 de octubre de 1937 el «Día del Caudillo», primer aniversario de la exaltación de Franco a la Jefatura del Estado. Ese día el coronel Juan Yagüe, vestido con la camisa azul falangista, pronunció un discurso en San Lorenzo aclamado por sus paisanos en el que tras afirmar que había que «exterminar» a todos los dirigentes obreros dijo lo siguiente:

Y al que resista, ya sabéis lo que tenéis que hacer: a la cárcel o al paredón, lo mismo da. Nosotros nos hemos propuesto redimiros y os redimiremos, queráis o no queráis. Necesitaros, no os necesitamos para nada; elecciones, no volverá a haber jamás, ¿para qué queremos vuestros votos? Primero vamos a redimir los del otro lado; vamos a imponerles nuestra civilización, ya que no quieren por las buenas, por las malas, venciéndoles de la misma manera que vencimos a los moros, cuando se resistían a aceptar nuestras carreteras, nuestros médicos y nuestras vacunas, nuestra civilización, en una palabra.

## Demografía
Cuenta con una población de 1949 habitantes (INE 2024).
| Gráfica de evolución demográfica de San Leonardo de Yagüe entre 1842 y 2021 |
| |
| Población de derecho según los censos de población del INE Población de hecho según los censos de población del INEEn este censo se denominaba San Leonardo de Arganza: 1842 En estos censos se denominaba San Leonardo: 1857, 1860, 1877, 1887, 1897, 1900, 1910, 1920, 1930, 1940, 1950 y 1960 |

### Población por núcleos
| Núcleos               | Habitantes (2000) | Habitantes (2013) |
| --------------------- | ----------------- | ----------------- |
| San Leonardo de Yagüe | 2059              | 2273              |
| Arganza               | 11                | 0                 |

## Economía
Este pueblo se dedica a la industria maderera y la alimentaria, principalmente. Cuenta con potencialidades turísticas: el Camino de Santiago de Soria, también llamado Castellano-Aragonés, pasa por la localidad.
Desde 1955, la empresa Norma fabrica en la localidad puertas de madera de pino para el mercado nacional e internacional. En 2005, Norma era la empresa de la provincia de Soria con mayor número de trabajadores. En 2010 la empresa presenta un ERE que afecta a 512 empleados, pero al año siguiente un juez rechaza el ERE de 331 de ellos.

## Administración y política
| Periodo   | Nombre              | Partido |
| --------- | ------------------- | ------- |
| 1979-1983 | Juan Cerrada        | PSOE    |
| 1983-1987 | Juan Cerrada        | PSOE    |
| 1987-1991 | Juan Cerrada        | PSOE    |
| 1991-1995 | Manuel Rupérez      | PP      |
| 1995-1999 | Manuel Rupérez      | PP      |
| 1999-2003 | Juan Cerrada        | PSOE    |
| 2003-2007 | Jesús Elvira Martín | PP      |
| 2007-2011 | Jesús Elvira Martín | PP      |
| 2011-2015 | Jesús Elvira Martín | PP      |
| 2015-2019 | Jesús Elvira Martín | PP      |
| 2019-2023 | Belinda Peñalba     | PSOE    |
| 2023-act. | Jesús Elvira Martín | PP      |

## Cultura

### Patrimonio

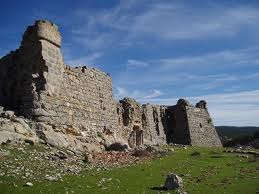
Castillo
Situado sobre una loma que domina San Leonardo, Juan Manrique de Lara lo mandó construir en 1563 con licencia del rey Felipe II. 
Se trata de una fortaleza abaluartada de época renacentista cuya vivienda interior estaba decorada con ricos y suntuosos ornamentos y el exterior estaba preparado para repeler los ataques con arma de fuego, con baluartes más gruesos y resistentes.
El palacio, de base rectangular, con patio interior y dos plantas, se asoma al exterior de la fortaleza no sólo con grandes ventanales, impropios de un castillo y originalmente decorados con molduras clásicas, de las que han aparecido algunos restos, sino sobre todo, por la portada clásica, que a lo largo de estos años se ha reinterpretado gracias a los restos encontrados. Tiene cuatro baluartes en sus cuatro esquinas compuestos a partir de un cuadrado sobre la diagonal. 
Actualmente presenta un lamentable estado de deterioro y ruina y durante más de dos siglos ha servido de cantera. Las piedras y cornisas de este castillo se pueden ver en numerosas casas del pueblo. Es propiedad del ducado de Alba.
El castillo de San Leonardo se encuentra incluido en la Lista Roja del Patrimonio realizada por la asociación Hispania Nostra.
Iglesia

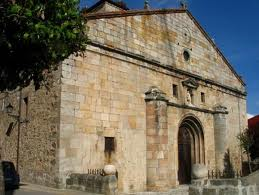
Iglesia de San Leonardo Abad

Dedicada al patrón del pueblo, San Leonardo Abad, es de estilo herreriano, data del siglo XVII.
El templo es de planta rectangular con una cruz latina inscrita. Tiene tres naves, la central es más ancha y alta que las laterales, separadas por arcos de medio punto. La cubierta de la nave central es de bóveda de cañón con lunetos cegados y tramos separados por arcos fajones de medio punto. Las naves laterales se cubren con bóvedas de cañón transversales, o sea, perpendiculares al eje de la nave central. La fachada de la iglesia corresponde a una época anterior al resto del templo. 
Cuenta en su interior con importantes retablos como el del altar mayor, el del Santo Cristo, el de la Virgen del Rosario, el de la Magdalena, el de la Inmaculada, de la Asunción, el de San Antonio y sobre todo el retablo del Ecce Homo, joya escultórica atribuida a Gregorio Fernández; además de numerosas pinturas, pilas bautismales y obras de imaginería. 
Esta emblemática iglesia cuenta además con una magnífica colección de platería. Entre las piezas que se exponen podemos contemplar una cruz procesional, crismeras, un incensario…

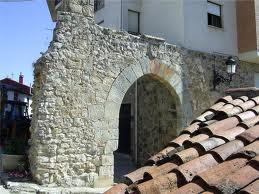
Arco medieval
Con este nombre se conoce una de las tres puertas que componía el recinto amurallado del pueblo. Se trata de la Puerta de Aranda que abría caminos hacia Aranda y El Burgo. Es el único resto que queda de la muralla medieval.

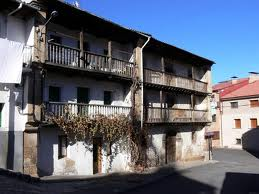
Casas de los Ferrones
En la villa de San Leonardo destacan las Casas de los Ferrones. Las dos viviendas, construidas a mediados del siglo XVIII y principios del XIX, respectivamente, son la mejor muestra de arquitectura tradicional, construidas por ferrones vascos que se instalaron en San Leonardo para trabajar el mineral de hierro aquí existente.

### Camino de Santiago de Soria
El Camino de Santiago de Soria atraviesa la provincia de Soria. Este camino une Gallur y Santo Domingo de Silos, donde se junta con el Camino de la Lana, y recorre la provincia de Soria desde Ágreda hasta San Leonardo.

### Fiestas
- Las Candelas y San Blas. El 2 de febrero se celebra la fiesta de "Las Candelas", y el 3 de febrero “San Blas”, en estos dos días de fiesta, se realiza un tipo de baile característico de la zona, llamado danza. Estas danzas son bailadas por un grupo de ocho personas en el interior de la iglesia, en las fiestas de Las Candelas, al son de gaiteros. Es un baile típico de la zona y está considerada una danza guerrera. También se celebran Los Capones el 4 de febrero y la Virgen de Santa Águeda el 5 de febrero.
- La fiesta de la pingada del mayo, celebrada el día 1 de mayo, en la cual los mozos del pueblo, van al monte con unos bueyes a por el pino, y lo pingan con una especie de pinzas hechas de madera (horquillas), y con la fuerza de los mozos se consigue subir el pino hasta dejarlo vertical.
- 6 de noviembre, es San Leonardo, patrón de esta localidad. Este día se realiza una misa en su honor. Antiguamente se celebraba la feria ganadera.
- La fiesta de Santa María Magdalena, es la mejor y más esperada fiesta del año, se celebra el 22 de julio. Los festejos comienzan el día 21 con el pregón, y acaban el día 26. En esta fiesta también se realiza el día 26 (día de Santiago) un tipo de comida típica llamada caldereta, cocinada para todo el pueblo.